# Simone Dietz
Simone Dietz (* 1959 in Bielefeld) ist eine deutsche Philosophin, Hochschullehrerin und ehemalige Hamburger Bürgerschaftsabgeordnete in der Grün-Alternativen Liste.

## Leben
Simone Dietz, eines von drei Kindern des als Finanzdirektor und Geschäftsführer bei Olivetti tätigen Diplom-Kaufmanns Albrecht Dietz und dessen Ehefrau Elisabeth Dietz, geborene König, studierte von 1979 bis 1985 Philosophie, Germanistik, Politische Wissenschaften und Informatik an der Universität Hamburg. Dort arbeitete sie nach dem Magister bis 1989 als Wissenschaftliche Mitarbeiterin bei Herbert Schnädelbach. Sie wurde in dieser Zeit durch ein Stipendium der Universität gefördert. 1990 folgte die Promotion zum Thema Lebenswelt und System als Ort und Perspektive. Untersuchungen zur Gesellschaftstheorie von Jürgen Habermas.
1990/91 übernahm sie einen Lehrauftrag an den Universitäten in Lüneburg und Hamburg. Zudem war sie Wissenschaftliche Mitarbeiterin für den Bereich Frauenweiterbildung an der Universität Hamburg. Danach folgte 1991/92 eine Anstellung als Wissenschaftliche Mitarbeiterin in der Deutschen Forschungsgemeinschaft zum Forschungsschwerpunkt Theorie politischer Institutionen.
Von 1992 bis 2000 war sie Wissenschaftliche Assistentin am Institut für Philosophie der Universität Rostock. Hier habilitierte sich Simone Dietz 2001 zum Thema Der Wert der Lüge. Über das Verhältnis von Sprache und Moral. Danach war sie in Rostock bis 2003 als Privatdozentin tätig. Seitdem lehrt Simone Dietz als Professorin für Philosophie an der Heinrich-Heine-Universität Düsseldorf mit dem Schwerpunkt Praktische Philosophie.

## Politik
Simone Dietz war von 1991 bis 1993 Abgeordnete in der Hamburgischen Bürgerschaft. Während dieser Wahlperiode war sie für die Fraktion der GAL Mitglied im Ausschuss für Wissenschaft und Forschung sowie im Kulturausschuss.

## Veröffentlichungen (Auswahl)
- Die Kunst des Lügens. Eine sprachliche Fähigkeit und ihr moralischer Wert. Rowohlt, Reinbek bei Hamburg 2003, ISBN 978-3499556524
- Der Wert der Lüge. Über das Verhältnis von Sprache und Moral. Habilitationsschrift. Mentis, Paderborn 2002, ISBN 978-3897852716
- Lebenswelt und System. Widerstreitende Ansätze in der Gesellschaftstheorie von Jürgen Habermas. Dissertation. Königshausen u. Neumann, Würzburg 1993, ISBN 978-3884794708